# دواين ميلر
دواين سانت ميلر (بالإنجليزية: Dwayne St Aubyn Miller)‏ هو لاعب كرة قدم جامايكي ، مواليد 14 يوليو 1987م، يلعب في نادي نادي سيريانسكا السويدي، ومثل منتخب جامايكا لكرة القدم في بطولة كوبا أمريكا 2015 التي أقيمت في تشيلي .

## الإنجازات
مع منتخب جامايكا لكرة القدم :
- كأس الكاريبي (2) : الأعوام 2008, 2010
- دورة الألعاب الأمريكية : المركز الثاني عام 2007

مع نادي هاربور فيو  :
- دوري جامايكا الممتاز (2): الأعوام 2007, 2010
- بطولة أندية السي أف يو (1) : عام 2007
- دوري جامايكا الممتاز (أقل من 21 سنة ) (2) : الأعوام 2006, 2007

مع نادي سيريانسكا  :
- بطولة السوبر السويدي (1) : عام 2010

## روابط خارجية
- دواين ميلر على موقع اتحاد السويد (السويدية)
- دواين ميلر على موقع قاعدة بيانات كرة القدم.إي يو (الإنجليزية)
- دواين ميلر على موقع ناشيونال فوتبول تيمز (الإنجليزية)
- دواين ميلر على موقع Soccerway.com (الإنجليزية)
- دواين ميلر على موقع كووورة
- دواين ميلر على موقع AS.com (الإسبانية)